# Ba Sao (phường)
Ba Sao là một phường thuộc thị xã Kim Bảng, tỉnh Hà Nam, Việt Nam.

## Địa lý
Phường Ba Sao có vị trí địa lý:
- Phía đông giáp xã Liên Sơn
- Phía tây giáp tỉnh Hòa Bình
- Phía nam giáp xã Thanh Sơn
- Phía bắc giáp phường Tân Sơn, xã Khả Phong và thành phố Hà Nội.

Phường Ba Sao có diện tích 31,42 km², dân số năm 2023 là 5.866 người, mật độ dân số đạt 186 người/km².

## Lịch sử
Ngày 23 tháng 2 năm 1977, Bộ trưởng, Chủ nhiệm Văn phòng Phủ Thủ tướng ban hành Quyết định số 617-VP18 về việc sáp nhập xã Ba Sao vào xã Khả Phong.
Ngày 10 tháng 1 năm 1984, Hội đồng Bộ trưởng ban hành Quyết định số 2-HĐBT về việc thành lập xã Ba Sao trên cơ sở 3 thôn Tam Trúc, Cốc Nội, Cốc Thôn của xã Khả Phong.
Ngày 27 tháng 8 năm 2009, Chính phủ ban hành Nghị định số 41/NQ-CP về việc thành lập thị trấn Ba Sao trên cơ sở toàn bộ 3.476,48 ha diện tích tự nhiên và 5.723 nhân khẩu của xã Ba Sao.
Ngày 14 tháng 11 năm 2024, Ủy ban Thường vụ Quốc hội ban hành Nghị quyết số 1288/NQ-UBTVQH15 về việc sắp xếp đơn vị hành chính cấp huyện, cấp xã của tỉnh Hà Nam giai đoạn 2023 – 2025 (nghị quyết có hiệu lực từ ngày 1 tháng 1 năm 2025). Theo đó, thành lập phường Ba Sao thuộc thị xã Kim Bảng trên cơ sở toàn bộ 31,42 km² diện tích tự nhiên và quy mô dân số là 5.866 người của thị trấn Ba Sao.

## Kinh tế
Phường Ba Sao có các doanh nghiệp đóng trên địa bàn là: 
1. Công ty TNHH Viễn thông – Công nghệ Giang Anh
2. Doanh nghiệp xây dựng Xuân Trường.

## Du lịch
Phường Ba Sao có khu du lịch Tam Chúc là một khu du lịch quốc gia ở Hà Nam.